# Flowers 2
Flowers 2 è un album discografico del pianista compositore Arturo Stalteri, pubblicato nel 2012 dalla Felmay

## Il disco
È il secondo volume del progetto discografico Flowers. È dedicato alla pianista Vera Gobbi Belcredi, con cui Arturo Stàlteri si è perfezionato nello studio del pianoforte dopo averne conseguito il diploma.
Interpreta autori classici e contemporanei. Contiene una nuova versione di Scarlett. The Consciousness of Tao è nata durante la trasmissione Bitte, keine Réclame di Franco Battiato. L'ultima traccia è un omaggio ai Rolling Stones. La Fantasia Cromatica in Re minore BWV 903 di Johann Sebastian Bach, l'Improvviso in La b maggiore Op. 142 n°2 D 935 di Franz Schubert e il Notturno in Mi minore Op. 72 n° 1 di Fryderyk Chopin sono stati inseriti da Carlo Verdone nella colonna sonora del film Grande, grosso e... Verdone (2008).

## Tracce
Musiche di Arturo Stàlteri; edizioni musicali Felmay.
1. Clair de Lune – 5:21 (musica: Claude Debussy)
2. In The Court of the Crimson King – 4:08 (musica: Ian McDonald (King Crimson)) – rielaborazione per pianoforte di Arturo Stàlteri
3. Isolde Liebestod – 7:55 (musica: Franz Liszt da Richard Wagner)
4. The Consciousness of Tao – 4:28 (musica: Arturo Stàlteri)
5. Fantasia Cromatica in Re minore BWV 903 – 7:02 (musica: Johann Sebastian Bach)
6. Notturno in Mi minore Op. 72 n° 1 – 5:00 (musica: Fryderyk Chopin)
7. Hoppipolla – 4:22 (musica: Jón Þor Birgisson, Orri Páll Dýrason, Georg Hólm, Kjartan Sveinsson (Sigur Rós)) – rielaborazione per pianoforte di Arturo Stàlteri
8. Improvviso in Lab maggiore Op. 142 n° 2 D 935 – 7:38 (musica: Franz Schubert)
9. Sonata in Do# minore Op. 27 n. 2 Mondschein primo movimento – 7:21 (musica: Ludwig van Beethoven)
10. Scarlett (new version) – 7:03 (musica: Arturo Stàlteri)
11. Moonbreath (We're Setting Off With Soft Explosion) – 1:15 (musica: Arturo Stàlteri)

Durata totale: 61:33